# Bötö
Bötö är en ö i Finland. Den ligger i Finska viken och i kommunen Kyrkslätt i den ekonomiska regionen  Helsingfors i landskapet Nyland, i den södra delen av landet. Ön ligger omkring 29 kilometer sydväst om Helsingfors.
Öns area är 10 hektar och dess största längd är 0,7 kilometer i sydöst-nordvästlig riktning. Ön höjer sig omkring 20 meter över havsytan.